# 諸王二
金牛座125，又名BD+25 902，HD 37438、SAO 77360、HR 1928，是金牛座的一颗恒星，视星等为5.18，位于銀經181.9，銀緯-2.71，其B1900.0坐标为赤經5h 33m 32.3s，赤緯+25° -2.71′ 28″。